# Satu Nou (okręg Vaslui)
Satu Nou – wieś w Rumunii, w okręgu Vaslui, w gminie Crețești. W 2011 roku liczyła 317 mieszkańców.